# Církevní domov mládeže Hradec Králové
Církevní domov mládeže Hradec Králové je domov mládeže v Hradci Králové ve čtvrti Kukleny, který od roku 1993 provozuje Kongregace Dcer Panny Marie Pomocnice v budově bývalého minoritského kláštera Kukleny.
Budova byla postavena v letech 1777 až 1784 a po zrušení kláštera v roce 1789 sloužila jako fara a škola, později zčásti jako chudobinec. Stavba potom dlouho chátrala a až v letech 1990 až 1993 prošla celkovou rekonstrukcí. Po rekonstrukci slouží pro ubytování dívek, studujících na střední nebo vyšší odborné škole a od roku 2006 také pro vysokoškolské studentky. Ubytovaným, jejichž velká část studuje na Biskupském gymnáziu Hradec Králové, poskytuje také stravování (mimo obědů).